# نیروی پلیس آندورا
نیروی پلیس آندورا ( کاتالونیایی: Cos de Policia d’Andorra)  پلیس ملی آندورا است. در سال ۲۰۰۷، این نیرو ۲۴۰ افسر داشت که مشغول خدمت به جمعیت ۸۵۰۰۰ هزار نفری آندورا بودند.